# James Henry Hammond
James Henry Hammond (Columbia, 1807. november 15. – Beech Island, 1864. november 13.) az Amerikai Egyesült Államok szenátora (Dél-Karolina, 1857–1860).